# جيف سوتو
جيف سوتو (بالإنجليزية: Jeff Soto)‏ هو رسام أمريكي، ولد في 3 يونيو 1975 في فوليرتون في الولايات المتحدة.